# CONCACAF Gold Cup 2017
Der CONCACAF Gold Cup 2017 war die 24. Ausspielung der Kontinentalmeisterschaft im Fußball für Nord-, Mittelamerika und der Karibik und die 14. unter der Bezeichnung Gold Cup. Er fand vom 7. bis zum 26. Juli 2017 in den Vereinigten Staaten statt. Es wurde zunächst in einer Gruppenphase in drei Gruppen zu je vier Mannschaften und danach im K.-o.-System gespielt.
Sieger wurde zum sechsten Mal die Mannschaft der USA, die Jamaika im Finale mit 2:1 besiegte. Titelverteidiger war Mexiko.

## Teilnehmer
Die Qualifikation für den Gold Cup wurde von den drei Regionalverbänden der CONCACAF organisiert.

### Nordamerika
Alle drei Verbände aus Nordamerika waren automatisch für den Gold Cup qualifiziert:
- Kanada
- Mexiko
- USA

### Zentralamerika
Aufgrund der Suspendierung Guatemalas nahmen nur sechs der sieben Verbände der Unión Centroamericana de Fútbol (UNCAF) an der Copa Centroamericana 2017 teil, der im Januar 2017 in Panama stattfand. Die ersten vier Mannschaften qualifizierten sich direkt für den Gold Cup. Die fünftplatzierte Mannschaft spielte gegen einen Vertreter der CFU zwei Play-off-Spiele um die Teilnahme am Gold Cup.
Qualifiziert waren:
- Honduras
- Panama
- El Salvador
- Costa Rica

### Karibik
An der Qualifikation zur Fußball-Karibikmeisterschaft 2017 nahmen 25 der 31 Verbände der Caribbean Football Union (CFU) teil. In den drei Qualifikationsrunden wurden die vier Endrundenteilnehmer ermittelt, die sich direkt für den Gold Cup qualifizierten. Die drei besten Zweitplatzierten der dritten Runde spielten die fünftplatzierte Mannschaft aus. Diese spielte gegen einen Vertreter der UNCAF zwei Play-off-Spiele um die Teilnahme am Gold Cup.
Qualifiziert waren:
- Curaçao
- Martinique
- Französisch-Guayana
- Jamaika

### Play-off-Spiele
Zwischen den jeweiligen fünftplatzierten Mannschaften der Mittelamerika- und Karibikmeisterschaft fanden zwei Play-off-Spiele um den letzten Startplatz beim Gold Cup statt. Das Hinspiel wurde am 24. und das Rückspiel am 28. März 2017 ausgetragen.
|       | Gesamt |           | Hinspiel | Rückspiel |
| ----- | ------ | --------- | -------- | --------- |
| Haiti | 3:4    | Nicaragua | 3:1      | 0:3       |

## Spielorte
Die Spielorte wurden von der CONCACAF im Dezember 2016 bekanntgegeben. Es wurde in 14 Städten und in 14 Stadien gespielt. Als Finalstadion wurde im Februar 2017 das Levi’s Stadium in Santa Clara bestimmt. Im Levi’s Stadium, im FirstEnergy Stadium, im Nissan Stadium und im Alamodome fanden erstmals Gold-Cup-Spiele statt.
Neun der 14 Stadien verfügten über eine Kapazität zwischen 60.000 und 80.000 Zuschauern. Das größte vorgesehene Stadion war das AT&T Stadium in Arlington mit einer Kapazität von 100.000 Zuschauern, das kleinste Stadion, das Toyota Stadium in Frisco, bot nur Platz für 16.000 Zuschauer.
| Arlington                        | Cleveland                              | Denver                                   | Frisco                                  | Glendale                                        |
| -------------------------------- | -------------------------------------- | ---------------------------------------- | --------------------------------------- | ----------------------------------------------- |
| AT&T Stadium Kapazität: 100.000  | FirstEnergy Stadium Kapazität: 67.431  | Sports Authority Field Kapazität: 76.125 | Toyota Stadium Kapazität: 16.000        | University of Phoenix Stadium Kapazität: 63.400 |
| AT&T Stadium                     | FirstEnergy Stadium                    | Sports Authority Field                   | Toyota Stadium                          | University of Phoenix Stadium                   |
| Harrison                         | Houston                                | Nashville                                | Pasadena                                | Philadelphia                                    |
| Red Bull Arena Kapazität: 25.000 | BBVA Compass Stadium Kapazität: 22.000 | Nissan Stadium Kapazität: 69.000         | Rose Bowl Stadium Kapazität: 90.000     | Lincoln Financial Field Kapazität: 69.596       |
| Red Bull Arena                   | BBVA Compass Stadium                   | Nissan Stadium                           | Rose Bowl Stadium                       | Lincoln Financial Field                         |
| San Antonio                      | San Diego                              | Santa Clara                              | Tampa                                   |                                                 |
| Alamodome Kapazität: 65.000      | Qualcomm Stadium Kapazität: 70.561     | Levi’s Stadium Kapazität: 68.500         | Raymond James Stadium Kapazität: 65.890 |                                                 |
| Alamodome                        | Qualcomm Stadium                       | Levi’s Stadium                           | Raymond James Stadium                   |                                                 |

## Gruppenphase
Die Gruppensieger und -zweiten qualifizierten sich zusammen mit den zwei besten Gruppendritten für das Viertelfinale, der verbleibende Drittplatzierte und die Viertplatzierten schieden aus dem Wettbewerb aus.

### Gruppe A
| Pl. | Land                | Sp. | S | U | N | Tore    | Diff. | Punkte |
| --- | ------------------- | --- | - | - | - | ------- | ----- | ------ |
| 1.  | Costa Rica          | 3   | 2 | 1 | 0 | 005:100 | +4    | 07     |
| 2.  | Kanada              | 3   | 1 | 2 | 0 | 005:300 | +2    | 05     |
| 3.  | Honduras            | 3   | 1 | 1 | 1 | 003:100 | +2    | 04     |
| 4.  | Französisch-Guayana | 3   | 0 | 0 | 3 | 002:100 | −8    | 0      |

| 7. Juli 2017 in Harrison |   |                     |               |
| Französisch-Guayana      | – | Kanada              | 2:4 (0:2)     |
| Honduras                 | – | Costa Rica          | 0:1 (0:1)     |
| 11. Juli 2017 in Houston |   |                     |               |
| Costa Rica               | – | Kanada              | 1:1 (1:1)     |
| Honduras                 | – | Französisch-Guayana | 3:0 (Wert.) 1 |
| 14. Juli 2017 in Frisco  |   |                     |               |
| Costa Rica               | – | Französisch-Guayana | 3:0 (1:0)     |
| Kanada                   | – | Honduras            | 0:0           |

Anmerkung

### Gruppe B
| Pl. | Land       | Sp. | S | U | N | Tore    | Diff. | Punkte |
| --- | ---------- | --- | - | - | - | ------- | ----- | ------ |
| 1.  | USA        | 3   | 2 | 1 | 0 | 007:300 | +4    | 07     |
| 2.  | Panama     | 3   | 2 | 1 | 0 | 006:200 | +4    | 07     |
| 3.  | Martinique | 3   | 1 | 0 | 2 | 004:600 | −2    | 03     |
| 4.  | Nicaragua  | 3   | 0 | 0 | 3 | 001:700 | −6    | 0      |

| 8. Juli 2017 in Nashville  |   |            |           |
| USA                        | – | Panama     | 1:1 (0:0) |
| Martinique                 | – | Nicaragua  | 2:0 (1:0) |
| 12. Juli 2017 in Tampa     |   |            |           |
| Panama                     | – | Nicaragua  | 2:1 (0:0) |
| USA                        | – | Martinique | 3:2 (0:0) |
| 15. Juli 2017 in Cleveland |   |            |           |
| Panama                     | – | Martinique | 3:0 (1:0) |
| Nicaragua                  | – | USA        | 0:3 (0:1) |

### Gruppe C
| Pl. | Land        | Sp. | S | U | N | Tore    | Diff. | Punkte |
| --- | ----------- | --- | - | - | - | ------- | ----- | ------ |
| 1.  | Mexiko      | 3   | 2 | 1 | 0 | 005:100 | +4    | 07     |
| 2.  | Jamaika     | 3   | 1 | 2 | 0 | 003:100 | +2    | 05     |
| 3.  | El Salvador | 3   | 1 | 1 | 1 | 004:400 | ±0    | 04     |
| 4.  | Curaçao     | 3   | 0 | 0 | 3 | 000:600 | −6    | 0      |

| 9. Juli 2017 in San Diego    |   |             |           |
| Curaçao                      | – | Jamaika     | 0:2 (0:0) |
| Mexiko                       | – | El Salvador | 3:1 (2:1) |
| 13. Juli 2017 in Denver      |   |             |           |
| El Salvador                  | – | Curaçao     | 2:0 (2:0) |
| Mexiko                       | – | Jamaika     | 0:0       |
| 16. Juli 2017 in San Antonio |   |             |           |
| Jamaika                      | – | El Salvador | 1:1 (0:1) |
| Curaçao                      | – | Mexiko      | 0:2 (0:1) |

### Tabelle der Drittplatzierten
Neben den sechs Gruppenersten und -zweiten qualifizierten sich zusätzlich noch die beiden besten Gruppendritten für das Viertelfinale.
| Pl. | Land        | Sp. | S | U | N | Tore    | Diff. | Punkte |
| --- | ----------- | --- | - | - | - | ------- | ----- | ------ |
| 1.  | Honduras    | 3   | 1 | 1 | 1 | 003:100 | +2    | 04     |
| 2.  | El Salvador | 3   | 1 | 1 | 1 | 001:100 | ±0    | 04     |
| 3.  | Martinique  | 3   | 1 | 0 | 2 | 004:600 | −2    | 03     |

## Finalrunde
Im Viertel- und Halbfinale wurde, wenn es nach der regulären Spielzeit von 90 Minuten unentschieden stand, keine Verlängerung gespielt, sondern es kam gleich zum Elfmeterschießen. Im Finale wäre dagegen in einem solchen Fall, wie üblich, eine Verlängerung von zweimal 15 Minuten gespielt und anschließend (falls immer noch kein Sieger festgestanden hätte) das Elfmeterschießen angewandt worden.

### Spielplan
|  | Viertelfinale | Viertelfinale |            |   | Halbfinale | Halbfinale |  |  | Finale | Finale |
|  |               |               |            |   |            |            |  |  |        |        |
|  | Costa Rica    | 1             |            |   |            |            |  |  |        |        |
|  | Panama        | 0             |            |   |            |            |  |  |        |        |
|  | Panama        | 0             | Costa Rica | 0 |            |            |  |  |        |        |
|  |               |               | Costa Rica | 0 |            |            |  |  |        |        |
|  |               | USA           | 2          |   |            |            |  |  |        |        |
|  | USA           | USA           | 2          | 2 |            |            |  |  |        |        |
|  | USA           |               |            | 2 |            |            |  |  |        |        |
|  | El Salvador   | 0             |            |   |            |            |  |  |        |        |
|  |               |               | USA        | 2 |            |            |  |  |        |        |
|  |               | Jamaika       | 1          |   |            |            |  |  |        |        |
|  | Mexiko        | 1             |            |   |            |            |  |  |        |        |
|  | Honduras      | 0             |            |   |            |            |  |  |        |        |
|  | Honduras      | 0             | Mexiko     | 0 |            |            |  |  |        |        |
|  |               |               | Mexiko     | 0 |            |            |  |  |        |        |
|  |               | Jamaika       | 1          |   |            |            |  |  |        |        |
|  | Jamaika       | Jamaika       | 1          | 2 |            |            |  |  |        |        |
|  | Jamaika       |               |            | 2 |            |            |  |  |        |        |
|  | Kanada        | 1             |            |   |            |            |  |  |        |        |

### Viertelfinale
| 19. Juli 2017 in Philadelphia |   |             |           |
| Costa Rica                    | – | Panama      | 1:0 (0:0) |
| USA                           | – | El Salvador | 2:0 (2:0) |
| 20. Juli 2017 in Glendale     |   |             |           |
| Mexiko                        | – | Honduras    | 1:0 (1:0) |
| Jamaika                       | – | Kanada      | 2:1 (1:0) |

### Halbfinale
| 22. Juli 2017 in Arlington |   |         |           |
| Costa Rica                 | – | USA     | 0:2 (0:0) |
| 23. Juli 2017 in Pasadena  |   |         |           |
| Mexiko                     | – | Jamaika | 0:1 (0:0) |

### Finale
| USA                                                        | USA | Jamaika | Jamaika | Aufstellung                   |
| ---------------------------------------------------------- | --- | --- | ------- | ----------------------------- |
| USA                                                        | \| 26. Juli 2017 in Santa Clara, Kalifornien (Levi’s Stadium) \| \| Ergebnis: 2:1 (1:0) \| \| Zuschauer: 63.032 \| \| Schiedsrichter: Walter López ( Guatemala) \| \| Spielbericht \|                                                                         | \| 26. Juli 2017 in Santa Clara, Kalifornien (Levi’s Stadium) \| \| Ergebnis: 2:1 (1:0) \| \| Zuschauer: 63.032 \| \| Schiedsrichter: Walter López ( Guatemala) \| \| Spielbericht \|                                                                                  | Jamaika | Aufstellung USA gegen Jamaika |
| USA                                                        | Tim Howard – Jorge Villafaña, Matt Besler, Omar González, Graham Zusi – Darlington Nagbe ( 90+1. Dax McCarty), Michael Bradley , Kellyn Acosta ( 55. Clint Dempsey), Paul Arriola ( 76. Gyasi Zardes) – Jozy Altidore, Jordan Morris Cheftrainer: Bruce Arena | Andre Blake ( 23. Dwayne Miller) – Kemar Lawrence, Jermaine Taylor, Ladale Richie ( 87. Kevon Lambert), Damion Lowe, Alvas Powell – Owayne Gordon, Je-Vaughn Watson, Oniel Fisher – Darren Mattocks ( 90. Cory Burke), Romario Williams Cheftrainer: Theodore Whitmore | Jamaika | Aufstellung USA gegen Jamaika |
| USA                                                        | 1:0 Altidore (45.) 2:1 Morris (88.) | 1:1 Watson (50.) | Jamaika | Aufstellung USA gegen Jamaika |
| USA                                                        | Acosta (37.), Zusi (76.), Howard (90+2.) | Mattocks (32.), Richie (57.) | Jamaika | Aufstellung USA gegen Jamaika |
| USA                                                        | Spieler des Spiels: Jordan Morris | | Jamaika | Aufstellung USA gegen Jamaika |
| 26. Juli 2017 in Santa Clara, Kalifornien (Levi’s Stadium) | | |         |                               |
| Ergebnis: 2:1 (1:0)                                        | | |         |                               |
| Zuschauer: 63.032                                          | | |         |                               |
| Schiedsrichter: Walter López ( Guatemala)                  | | |         |                               |
| Spielbericht                                               | | |         |                               |

## Torschützenliste
Aufgelistet werden alle Spieler, die beim Wettbewerb mehr als ein Tor erzielt haben.
| Rang | Nat                | Spieler          | Tore | Vorl. |
| ---- | ------------------ | ---------------- | ---- | ----- |
| 01   | Kanada             | Alphonso Davies  | 3    | 0     |
| 01   | Vereinigte Staaten | Jordan Morris    | 3    | 0     |
| 01   | Martinique         | Kévin Parsemain  | 3    | 0     |
| 04   | Vereinigte Staaten | Jozy Altidore    | 2    | 0     |
| 04   | El Salvador        | Nelson Bonilla   | 2    | 0     |
| 04   | Vereinigte Staaten | Omar González    | 2    | 0     |
| 04   | Jamaika            | Darren Mattocks  | 2    | 2     |
| 04   | Panama             | Gabriel Torres   | 2    | 0     |
| 04   | Jamaika            | Romario Williams | 2    | 0     |

Hinzu kamen 33 weitere Spieler mit je einem Treffer und ein Eigentor von Aníbal Godoy aus Panama.

## Auszeichnungen
- Goldener Ball:  Michael Bradley
- Goldener Schuh:  Alphonso Davies,  Kévin Parsemain,  Jordan Morris
- Goldener Handschuh:  Andre Blake
- Bester Junger Spieler:  Alphonso Davies
- Fair-Play-Auszeichnung:  USA

## Schiedsrichter
Die CONCACAF nominierte am 23. Juni 2017 die 17 Schiedsrichter, die beim Gold Cup Spiele leiteten. Unterstützt wurden die 17 Unparteiischen von 25 Assistenten. Von den 17 Hauptschiedsrichtern stammten jeweils drei aus den Vereinigten Staaten, Mexiko und Honduras sowie zwei aus Costa Rica. Drei Schiedsrichter gehörten einem Verband an, dessen Mannschaft sich nicht für den Wettbewerb qualifizieren konnte.
Die Schiedsrichter Aguilar und Geiger durften bereits bei der Fußball-WM 2014 in Brasilien Spiele leiten. Für die Schiedsrichter Bejarano, Guerrero, Moncada, Montero, Pitti, Ramos und Martínez war es der zweite und für Geiger und García der dritte Gold Cup. López und Marrufo nahmen bereits zum fünften und Aguilar zum sechsten Mal als Schiedsrichter teil.
| Schiedsrichter     | Land                | Sp. | Sp. als 4. O. |              |            |   | Begegnungen                      | Begegnungen                       |
| Schiedsrichter     | Land                | Sp. | Sp. als 4. O. | Gruppenphase | Finalrunde |   |                                  |                                   |
| ------------------ | ------------------- | --- | ------------- | ------------ | ---------- | - | -------------------------------- | --------------------------------- |
| Joel Aguilar       | El Salvador         | 2   | 1             | 4            | 0          | 0 | CAN – HND, 14.7.                 | CRI – USA, 22.7.                  |
| Henry Bejarano     | Costa Rica          | 1   | 1             | 2            | 0          | 0 | USA – MTQ, 12.7.                 |                                   |
| Drew Fischer       | Kanada              | 2   | 0             | 7            | 0          | 0 | PAN – NIC, 12.7.                 | USA – SLV, 19.7.                  |
| Roberto García     | Mexiko              | 1   | 1             | 6            | 0          | 0 | PAN – MTQ, 15.7.                 |                                   |
| Mark Geiger        | USA                 | 1   | 0             | 1            | 0          | 0 | CRI – CAN, 11.7.                 |                                   |
| Fernando Guerrero  | Mexiko              | 1   | 2             | 0            | 0          | 0 | USA – PAN, 8.7.                  |                                   |
| Walter López       | Guatemala           | 2   | 1             | 160          | 0          | 0 | HND – CRI, 7.7.                  | MEX – HND, 20.7. USA – JAM, 26.7. |
| Jair Marrufo       | USA                 | 1   | 0             | 2            | 0          | 0 | JAM – SLV, 16.7.                 |                                   |
| Yadel Martínez     | Kuba                | 1   | 2             | 4            | 0          | 0 | HND – GUF, 11.7.                 |                                   |
| Melvin Matamoros   | Honduras            | 1   | 1             | 4            | 1          | 0 | NIC – USA, 15.7.                 |                                   |
| Óscar Moncada      | Honduras            | 2   | 1             | 7            | 0          | 0 | MEX – SLV, 9.7.                  | CRI – PAN, 19.7.                  |
| Ricardo Montero    | Costa Rica          | 2   | 1             | 5            | 0          | 0 | MEX – JAM, 13.7.                 | JAM – CAN, 20.7.                  |
| John Pitti         | Panama              | 2   | 1             | 11           | 0          | 0 | GUF – CAN, 7.7.                  | MEX – JAM, 23.7.                  |
| César Ramos        | Mexiko              | 1   | 2             | 2            | 0          | 1 | CRI – GUF, 14.7.                 |                                   |
| Héctor Rodríguez   | Honduras            | 1   | 0             | 1            | 0          | 0 | SLV – CUW, 13.7.                 |                                   |
| Armando Villarreal | USA                 | 1   | 1             | 3            | 0          | 0 | CUW – JAM, 9.7.                  |                                   |
| Kimbell Ward       | St. Kitts und Nevis | 2   | 0             | 5            | 0          | 0 | MTQ – NIC, 8.7. CUW – MEX, 16.7. |                                   |
| Summe              | Summe               | 250 | 150           | 800          | 1          | 1 |                                  |                                   |

Schiedsrichterassistenten:
- Carlos Fernández
- Juan Carlos Mora
- Hermenerito Lea
- Gerson López
- Melvyn Cruz
- Christian Ramírez
- Jesús Tábora
- José Luis Camargo
- Miguel Hernández
- Alberto Morín
- Marcos Quintero
- Marvin Torrentera
- Ronald Bruna
- Gabriel Victoria
- Daniel Williamson
- Graeme Browne
- Geonvany García
- William Torres
- Juan Zumba
- Joseph Bertrand
- Ainsley Rochard
- Frank Anderson
- Charles Morgante
- Corey Rockwell